# Črv
Črv je skupna oznaka za večcelične živali z mehkim, valjastim telesom brez okončin, ki se premikajo s plazenjem. V vsakdanji rabi z besedo črv označujemo predstavnike zelo raznolikih in nesorodnih skupin živali, pa tudi tiste, ki so črvaste oblike samo del svojega življenja (npr. ličinke žuželk). Zato oznaka nima taksonomske vrednosti.
Ta oblika telesa se je izkazala za evolucijsko zelo uspešno in črvi poseljujejo skoraj vse dele sveta, od morskih in sladkovodnih do kopenskih habitatov. Kopenski črvi so večinoma razkrojevalci, ki pomembno prispevajo h kroženju snovi v ekosistemu. Pomembni so tudi zajedavski črvi, ki naseljujejo notranjost drugih organizmov in se prehranjujejo z njihovimi tkivi. V medicinski terminologiji človeške zajedavce črvaste oblike (predvsem gliste in trakulje) označujemo z izrazom helminti, preučuje jih helmintologija, ki je specializirana panoga parazitologije.
Nekatere skupine, katerih predstavniki vse življenje ohranijo črvasto obliko, so:
- gliste (Nematoda)
- kolobarniki (Annelida)
- nitkarji (Nemertea)
- ploski črvi (Platyhelminthes)
- žive niti (Nematomorpha)